# موسالی (ساعتلی)
موسالی (به ترکی آذربایجانی: Musalı) یک منطقه مسکونی در جمهوری آذربایجان است که در شهرستان ساعتلی واقع شده است. موسالی ۱۰۲۵ نفر جمعیت دارد.